# José Manuel Zapata
José Manuel Zapata (Bérchules, 31 de julio de 1973) es un tenor español.

## Biografía
Nació en Bérchules [cita requerida] (Granada) e inició sus estudios de canto en Madrid con Toñi Rosado Casas y los perfeccionó con Ana Luisa Chova en el Conservatorio Superior de Música de Valencia. Ha asistido a clases magistrales y cursos de perfeccionamiento con Yelena Obraztsova, Pedro Lavirgen, Renata Scotto, Victoria de los Ángeles, Lola Arenas, Magda Olivero, Giuseppe di Stefano, Enrique Viana y Donald Sultzen, entre otros. 
Debutó en 2001 con el papel de Albazar de la ópera El turco en Italia de Rossini en el Teatro Campoamor de Oviedo, bajo la dirección de Alberto Zedda. Fue galardonado con el Premio Ópera Actual 2006 y el Premios Líricos Teatro Campoamor, por su interpretación de Idreno en Semiramide de Rossini, en el Gran Teatro del Liceo de Barcelona.
Posteriormente, interpretó el papel de Elvino de La sonámbula de Bellini, bajo la dirección de los maestros Jorge Rubio y Cristóbal Soler, en el teatro Gayarre de Pamplona y en el Palau de la Música de Valencia, respectivamente. También ha interpretado los papeles del Conde Alberto en La ocasión hace al ladrón de Rossini, en el taller de ópera del Gran Teatro del Liceo de Barcelona; Cavalier Belfiore en El viaje a Reims en el Gran Teatro de Varsovia, bajo la dirección de Alberto Zedda; Porcus en el estreno en España de Juana de Arco en la Hoguera de Arthur Honegger en el Festival Internacional de Música y Danza de Granada y en el Festival de Peralada, Libenskof de El viaje a Reims en Pésaro, Misail de Borís Godunov en el Teatro del Liceo de Barcelona, Isauun en Il Califfo di Bagdad de Manuel García, además de otros papeles en teatros y festivales. En 2006 interpretó el Requiem de Mozart, en re menor, KV 626 junto a la Orquesta Ciudad de Granada y bajo la batuta de Jean-Jacques Kantorow.
En 2008 y junto a la cantante Pasión Vega, compartió proyecto artístico y escenario en su espectáculo conjunto en directo Tango: Mano a Mano, presentado el 27 de septiembre de 2008 en el Teatro Isabel la Católica de Granada y el 6 de octubre de 2008 en el Teatro Real de Madrid, con un repertorio formado por clásicos tangos argentinos. Sony Music editó este proyecto en CD el 10 de noviembre de 2010 con el mismo nombre. En el disco, Zapata canta a dúo tangos junto a artistas como Miguel Poveda, José Mercé, Rocío Márquez, Marina Heredia, Pasión Vega y Ángela Cervantes.

## Grabaciones
Zapata ha grabado La cenicienta de Rossini, en el papel de Don Ramiro, con Joyce DiDonato como Angelina y Bruno Praticó como Don Magnifico, bajo la dirección de Alberto Zedda, en el festival Rossini in Wildbad, Alemania.